# Campionati mondiali master di orientamento 2008
I Campionati mondiali master di orientamento 2008 si sono svolti in Portogallo a Marinha Grande.

## Long

### Categorie Maschili
| Categoria | oro               | argento             | bronzo               |
| --------- | ----------------- | ------------------- | -------------------- |
| M35       | Petri Noponen     | Fridolf Eskilsson   | Girts Linins         |
| M40       | Allan Mogensen    | Armo Hiie           | Edgaras Voveris      |
| M45       | Reijo Bister      | Jon Musgrave        | Jörgen Mårtensson    |
| M50       | Ari Kattainen     | Algirdas Salkauskas | Antanas Pauzas       |
| M55       | Sigurd Dæhli      | Solli Jan           | Tom A. Karlsen       |
| M60       | Veikko Loukonen   | Peter Gorvett       | Etienne Bousser      |
| M65       | Rune Rådeström    | Juhani Mäkinen      | Roar Forbord         |
| M70       | Veijo Tahvanainen | Sivert Axelsson     | Göran Karlsson       |
| M75       | Peo Bengtsson     | Allan Haglund       | Paavo Pystynen       |
| M80       | Erkki Latti       | Rune Isaksson       | Arvo Majoinen        |
| M85       | Åke Svensson      | Tage Johansson      | Karl-Erik Pettersson |
| M90       | Rune Haraldsson   | Erkki Luntamo       |                      |

### Categorie Femminili
| Categoria | oro                | argento             | bronzo          |
| --------- | ------------------ | ------------------- | --------------- |
| W35       | Natasha Key        | Cornelia Eckardt    | Virpi Palmén    |
| W40       | Sarah Dunn         | Baiba Ozola         | Sandra Olivier  |
| W45       | Anne Nurmi         | Auli Hovikorpi      | Alice Bedwell   |
| W50       | Alida Abola        | Lena Larsson        | Merja Puromies  |
| W55       | Christina Hjertson | Unni Strand Karlsen | Inara Gipsle    |
| W60       | Galina Vershinina  | Mona Nørgaard       | Maud Sunden     |
| W65       | Birgitta Olsson    | Vigenstad Astrid    | Gunnel Svensson |
| W70       | Unni Bøhlerengen   | Lilia Pokh          | Inger E. Vamnes |
| W75       | Gunvor Göranson    | Maureen Ogilvie     | Anne Donnel     |
| W80       | Signe Nyman        | Sole Nieminen       | Karin Rehn      |
| W85       | Astrid Andersson   | Lillian Ross        |                 |
| W90       | Elizabeth Brown    |                     |                 |

## Sprint

### Categorie Maschili
| Categoria | oro             | argento              | bronzo              |
| --------- | --------------- | -------------------- | ------------------- |
| M35       | Petri Noponen   | Girts Linins         | Ivailo Ivanov       |
| M40       | Allan Mogensen  | Alberto Minguez      | Sergey Makeychik    |
| M45       | Hans Melin      | Philippe Page        | Warren Key          |
| M50       | James Crawford  | Andreas Hjertson     | Trond Rønneberg     |
| M55       | Sigurd Dæhli    | Solli Jan            | Bengt-Göran Månsson |
| M60       | Matti Railimo   | Peter Gorvett        | Risto Orpana        |
| M65       | Rune Rådeström  | Anders Buhré         | Keijo Koivula       |
| M70       | Karlsson Roland | Grueniger August     | Neregaard Egon      |
| M75       | Peo Bengtsson   | Allan Haglund        | Gunnar Larsson      |
| M80       | Ture Gunnarsson | Arne Nordahl         | Hermann Wehner      |
| M85       | Tage Johansson  | Karl-Erik Pettersson | Richard Rooden      |
| M90       | Erkki Luntamo   |                      |                     |

### Categorie Femminili
| Categoria | oro              | argento             | bronzo             |
| --------- | ---------------- | ------------------- | ------------------ |
| W35       | Katja Honkala    | Natasha Key         | Tessa Rautio       |
| W40       | Carina Svensson  | Sarah Dunn          | Sabrina Meister    |
| W45       | Danute Månsson   | Pavlina Brautigam   | Marje Viirmann     |
| W50       | Kari Natvig      | Anne Pelto-Huikko   | Haverstad Helga    |
| W55       | Irina Stepanova  | Paulina Majova      | Christina Hjertson |
| W60       | Liz Godfree      | Sue Hands           | Lucia Hasler       |
| W65       | Birgitta Olsson  | Torid Kvaal         | Rauni Muikku       |
| W70       | Eila Pekkarinen  | Tatiana Sheloumova  | Lillemor Forsberg  |
| W75       | Gunvor Göranson  | Maja-Lisa Bergström | Jeffa Lyon         |
| W80       | Sole Nieminen    | Karin Rehn          | Lena Nordahl       |
| W85       | Astrid Andersson |                     |                    |
| W90       | Elizabeth Brown  |                     |                    |